# Bahnstrecke Eilenburg–Bitterfeld
| Spurweite: | 1435 mm (Normalspur) |                                     |                                     |
| |                      |                                     |                                     |
| \| \| \| von Guben \| \| \| \| \| von Lutherstadt Wittenberg \| \| \| \| \| von Wurzen \| \| \| \| 0,0 \| Eilenburg \| Eilenburg \| \| \| \| nach Leipzig \| \| \| \| \| nach Halle \| \| \| \| \| Eilenburg West \| \| \| \| \| Zschepplin \| \| \| \| \| Hohenprießnitz \| \| \| \| \| Wellaune \| \| \| \| \| Löbnitz \| \| \| \| \| von Leipzig \| \| \| \| \| Landesgrenze Sachsen/Sachsen-Anhalt \| \| \| \| \| von Halle \| \| \| \| \| Bitterfeld \| \| \| \| \| nach Berlin \| \| \| \| \| nach Magdeburg \| \| |                      |                                     |                                     |
| Strecke |                      | von Guben                           | von Guben                           |
| Abzweig geradeaus und von rechts |                      | von Lutherstadt Wittenberg          | von Lutherstadt Wittenberg          |
| Abzweig geradeaus und von links |                      | von Wurzen                          | von Wurzen                          |
| Bahnhof | 0,0                  | Eilenburg                           | Eilenburg                           |
| Abzweig geradeaus und nach links |                      | nach Leipzig                        | nach Leipzig                        |
| Abzweig ehemals geradeaus und nach links |                      | nach Halle                          | nach Halle                          |
| Bahnhof (Strecke außer Betrieb) |                      | Eilenburg West                      | Eilenburg West                      |
| Bahnhof (Strecke außer Betrieb) |                      | Zschepplin                          | Zschepplin                          |
| Bahnhof (Strecke außer Betrieb) |                      | Hohenprießnitz                      | Hohenprießnitz                      |
| Bahnhof (Strecke außer Betrieb) |                      | Wellaune                            | Wellaune                            |
| Bahnhof (Strecke außer Betrieb) |                      | Löbnitz                             | Löbnitz                             |
| Abzweig ehemals geradeaus und von links |                      | von Leipzig                         | von Leipzig                         |
| Grenze |                      | Landesgrenze Sachsen/Sachsen-Anhalt | Landesgrenze Sachsen/Sachsen-Anhalt |
| Abzweig geradeaus und von links |                      | von Halle                           | von Halle                           |
| Bahnhof |                      | Bitterfeld                          | Bitterfeld                          |
| Abzweig geradeaus und nach rechts |                      | nach Berlin                         | nach Berlin                         |
| Strecke |                      | nach Magdeburg                      | nach Magdeburg                      |

Die Bahnstrecke Eilenburg–Bitterfeld war ein Eisenbahnprojekt an der Wende vom 19. zum 20. Jahrhundert in der preußischen Provinz Sachsen, das die beiden aufstrebenden Industriestädte Eilenburg und Bitterfeld verbinden sollte. Das Projekt kam jedoch nicht über das Planungsstadium hinaus.

## Geschichte
Eine erste Initiative zum Bau einer normalspurigen Bahnstrecke zwischen Eilenburg und Bitterfeld unternahm 1873 die Muldenthal-Eisenbahngesellschaft. Der Plan sah eine Streckenführung von Eilenburg über Bitterfeld nach Köthen vor. Aufgrund der dem entgegenstehenden Konzessionsrechte der Magdeburg-Halberstädter Eisenbahngesellschaft sowie der ungeklärten Finanzierung wurde das Projekt zunächst aufgegeben.
Im Jahr 1896 schloss sich die Stadt Eilenburg einer in Löbnitz formierten Interessenversammlung zum Bau einer Bahnstrecke Eilenburg–Bitterfeld an. Zum Vorsitzenden wurde der Rittergutsbesitzer Schirmer gewählt, der Eilenburger Bürgermeister Ludwig Sydow wurde sein Stellvertreter. Am 29. September desselben Jahres meldeten die Eilenburger Neuste Nachrichten, dass mit den Vorarbeiten für den Bahnbau begonnen werde. Tatsächlich blieb diese erste Versammlung jedoch rein deklaratorisch.
Erst im Juli 1906 beschloss der Eilenburger Rat die Einsetzung einer Bahnbaukommission. In einem Erlass des preußischen Ministers der öffentlichen Arbeiten, Paul von Breitenbach, vom 29. Dezember 1908 wurde dem Ansinnen der Anlieger entsprochen, eine normalspurige Kleinbahn zu errichten, die entlang des linken Muldeufers von Eilenburg nach Bitterfeld verlaufen sollte. 1909 übernahm der Landeshauptmann des Provinzialverbands der Provinz Sachsen die Projektierung.
1913 erschien die Denkschrift über den gegenwärtigen Stand des von dem Landeshauptmann der Provinz Sachsen ausgearbeiteten Projektes einer normalspurigen Kleinbahn Eilenburg–Bitterfeld und einer Industriebahn in Eilenburg, erstattet durch den Vorsitzenden des Komitees für den Bahnbau Eilenburg–Bitterfeld Oberbürgermeister Dr. Belian, Eilenburg. Mittlerweile hatte der damalige Eilenburger Bürgermeister Alfred Belian den Vorsitz der Planungskommission inne und erweiterte das Projekt um eine Industriebahn für seine Stadt. Ergänzt wurde die Schrift durch eine Ertragsberechnung für die gedachte Bahn und eine nähere Erläuterung des Industriebahnprojekts.
Einen Rückschlag erlitt das Projekt durch den Ersten Weltkrieg. Danach begann 1919 zunächst der Bau der Strecke von Eilenburg nach Wurzen. 1925 fand eine erneute Besprechung im Röberstift in Eilenburg statt, zu der Vertreter des Landeshauptmanns aus Merseburg, der Kreisausschüsse Delitzsch und Bitterfeld sowie des Eilenburger Magistrats anwesend waren. Dabei erklärte sich der Vertreter des Landeshauptmanns zu einer Neubearbeitung des Projekts bereit.
Die wirtschaftliche Entwicklung Ende der 1920er Jahre brachte die Arbeit der Planungskommission abermals zum Erliegen. Eine letzte Interessenversammlung im Jahr 1930 brachte die Sympathie erneut zum Ausdruck, stellte jedoch fest, dass die notwendigen finanziellen Mittel nicht aufzubringen seien. Mittlerweile war die Ära des Kleinbahnbaus in Deutschland zu Ende gegangen und hatten sich die Prioritäten unter der nationalsozialistischen Herrschaft sowie nach Ende des Krieges wesentlich geändert. Eine Verwirklichung des Projektes hatte damit keine realen Chancen mehr.
Der genaue Verlauf der geplanten Strecke ist im Moment nicht bekannt. Fest steht, dass sie links der Mulde verlaufen sollte, wo sich die Gemeinden Hohenprießnitz und Löbnitz für einen Eisenbahnanschluss einsetzten. Die Stadt Eilenburg plante einen weiteren Haltepunkt im Westen, der dann der insgesamt vierte Verkehrshalt im Stadtgebiet gewesen wäre. Anzunehmen sind zudem geplante Halte in Zschepplin und Wellaune/Bad Düben West sowie in weiteren Orten. Wie die Strecke in den Bahnhof Bitterfeld einfädeln sollte, ist nicht bekannt.

## Quelle
- Chronik der Stadt Eilenburg 800 bis 1923. Eilenburger Verlagsgesellschaft mbH & Co, Eilenburg 1991.

## Weiterführende Informationen
Akten zum Bau der Strecke Bitterfeld – Eilenburg aus den Jahren 1897 bis 1914 gelangten nach der Auflösung des Verwaltungsarchivs der Reichsbahndirektion Halle zum Landesarchiv Sachsen-Anhalt und werden seit 2011 am Standort Dessau verwahrt.